# Rubén Zamora
Rubén Zamora Equert originario de Mendavia, España, es un actor y escritor radicado en México. Es conocido por su actuación en series como Los simuladores, y por su trabajo en Paramédicos, Cumbia Ninja, Alias el Mexicano, El Capo, Sala de urgencias, Vivir sin permiso o Volver a caer entre muchas otras. También ha participado en una gran cantidad de películas como Consciencia de Sergio Peña o el último trabajo del cineasta Alejandro González Iñárritu, Bardo, falsa crónica de unas cuantas verdades. 

## Biografía
Inició sus estudios de Arte Dramático en la Escuela Navarra de Teatro (E.N.T.) en Pamplona, España. A partir del año 1998 pasó los siguientes años en Madrid combinando sus estudios actorales en varias escuelas de teatro y cine con sus primeros trabajos profesionales. En el año 2002 llegó a México, donde continuó trabajando en teatro y publicidad. Posteriormente se marchó dos años a Buenos Aires (Argentina) con el fin de ampliar sus estudios teatrales y fue, a su regreso a México, cuando comenzó a participar en importantes proyectos de cine y televisión como (Pasión, 13 miedos, La profecía de los justos, Recién cazado, etc).  En el año 2008 se convierte en parte de los Los simuladores como uno de los cuatro protagonistas de la serie y, posteriormente, actúa en una docena más de producciones televisivas en las que alterna papeles muy diferentes como en Gritos de muerte y libertad, El Shaka, Bienes raíces, Capadocia, Adictos, Rafaela. También interpreta a Macbeth en la obra de teatro William Shakespeare y a Pancho Villa en Las tandas del principal antes de estrenar en el 2012 la serie Paramédicos. 
Entre los años 2012 y 2015 se radicó en Colombia, donde participó en las tres temporadas de Cumbia Ninja, en el "biopic" de Rodríguez Gacha Alias el Mexicano, en la tercera temporada de El Capo y en el remake de ER (serie de televisión): Sala de urgencias, en el papel de Miguel Grajales (Mark Greene en la serie original). 
De nuevo en México en el año 2015 trabajó en la segunda temporada de Paramédicos y el largometraje "Consciencia", de Sergio Peña.  También participó en el primer proyecto de ficción para el nuevo canal mexicano de televisión abierta "ImagenTV":  Vuelve temprano.
Desde entonces ha actuado en numerosas series entre las que destacan Su nombre era Dolores, la Jenn que yo conocí, Buscando a Frida, El rey Vicente Fernández, , Pacto de silencio (serie de televisión) y Volver a caer  o la producción italiana  Ultimo 5, Caccia ai narcos (miniserie grabada entre Roma y Tijuana para la televisión italiana), y Vivir sin permiso, filmada en España. También ha participado en varios largometrajes como "Restos de viento" de la directora Jimena Montemayor, Consciencia  Bardo, falsa crónica de unas cuantas verdades, de Alejandro González Iñárritu.
En el año 2019 salió a la venta en España su primera novela, “Sobreviviéndome”, publicada por la editorial Drakul y en el 2023 publicó su segundo libro: "Relatos de tierra, viento y escamas" 

## Filmografía

### Televisión
- Accidente (2024)[1]
- Pacto de silencio (2023)[2]
- Volver a caer (2023)[3]
- Un extraño enemigo (2022)[4]
- El Rey Vicente Fernández (2022)[5]
- Amarres (2021)[6]
- Buscando a Frida (2021)
- Promesas de Campaña (2020)[7]
- Vivir sin permiso (2019)
- Ultimo - Caccia ai Narcos (2018)
- Atrapada (2018)
- Falsos falsificados (2017)
- Su nombre era Dolores (2017)
- Vuelve temprano (2016-2017)
- Paramédicos 2ª Temporada (2015)
- Cumbia ninja 3ª Temporada (2015)
- Sala de urgencias (2015)
- Cumbia ninja 2ª Temporada (2014)
- El Capo 3ª Temporada (2014)
- Cumbia ninja (2013)
- Alias el Mexicano (2013)
- Paramédicos (2012)
- Adictos (2012)
- Rafaela
- El Shaka (2011)
- Bienes raíces (2010)
- Capadocia 2ª Temporada (2010)
- Soy tu fan (2010)
- Héroes de carne y hueso (2010)
- Gritos de muerte y libertad  (2009)
- Los simuladores (serie de televisión de México) (2008-2009)
- Pasión (2007)
- 13 miedos (2007)
- Secretos de Nuestra Historia (2006)

### Cine
- Bardo, falsa crónica de unas cuantas verdades (2022)
- No abras la puerta (2022)
- Restos de viento (2017)
- Consciencia (2017)
- Blunt Force Trauma (2015)
- La caridad (2014)
- El roble (2011)
- La otra familia (2011)
- Recién cazado (2009)
- Melted Hearts  (2009)
- La profecía de los justos (2007)
- Partes usadas (2006)
- Todos los días son tuyos (2006)
- 7 días  (2004)

### Otros
- Bienvenido a la vida peligrosa (2016) Ficción sonora dirigida por  Guillermo Arriaga  y escrita por  Arturo Perez-Reverte.

- 10.35 (2023) Cortometraje de animación realizado con la tecnología "Motion Capture".

- Sobreviviéndome (2019) Novela de Ciencia ficción publicada por la Editorial Drakul.
- Relatos de tierra, viento y escamas (2023) Antología de relatos. Amazon